# Правобережный округ (Иркутск)
Правобере́жный администрати́вный о́круг — территориальная единица города Иркутска, образованная в 1996 году в границах двух районов города Иркутска: Кировского и Куйбышевского. 
Также в состав округа входят посёлки Искра и Лесной.
Расположен на правом берегу Ангары.
Префект — Гордина Юлия Владимировна.

## Население
| 1995     | 1996     | 1997     | 1998     | 1999     | 2000     | 2001     |
| -------- | -------- | -------- | -------- | -------- | -------- | -------- |
| 112 500  | ↗112 700 | ↗113 300 | ↗113 800 | ↘113 500 | ↘113 000 | ↘112 600 |
| 2002     | 2003     | 2004     | 2005     | 2006     | 2007     | 2008     |
| ↘111 318 | ↘110 600 | ↘110 000 | ↘109 100 | ↘107 300 | ↗107 400 | ↗107 700 |
| 2009     | 2010     | 2011     | 2012     | 2013     | 2014     | 2015     |
| ↘107 698 | ↗110 610 | ↘110 318 | ↗113 153 | ↗115 461 | ↗117 144 | ↗118 501 |
| 2016     | 2017     | 2018     | 2019     | 2020     | 2021     |          |
| ↘118 355 | ↘118 256 | ↘118 116 | ↘117 022 | ↗117 230 | ↘110 759 |          |

## Микрорайоны
- Иркутск-Сити
- Исторический центр Иркутска
- Микрорайон Зелёный
- Микрорайон Топкинский
- Микрорайон Славный
- Посёлок Искра
- Посёлок Лесной
- Предместье Знаменское
- Предместье Рабочее
- Предместье Радищево

## Улицы
- Ангарская
- Бабушкина
- Баррикад
- Верхняя Набережная Ангары
- Володарского
- бульвар Гагарина
- Горького
- Декабрьских Событий
- Дзержинского
- Желябова
- Канадзавы
- Карла Маркса
- Ленина
- Марата
- Нижняя набережная Ангары
- Октябрьской Революции
- Софьи Перовской
- Польских Повстанцев
- Пролетарская
- Рабочая
- Рабочего штаба
- Радищева
- Свердлова
- Степана Разина
- Сурикова
- Сурнова
- Сухэ-Батора
- Тимирязева
- Урицкого
- Цесовская набережная
- Чкалова
- Чудотворская
- Франк-Каменецкого
- Фридриха Энгельса
- Ямская
- Ярослава Гашека